# Réactions en chaîne (film)
Pour les articles homonymes, voir Réactions en chaîne.
Pour plus de détails, voir Fiche technique et Distribution.
Réactions en chaîne (The Trigger Effect), ou Nuits mortelles au Québec, est un film américain réalisé par David Koepp, sorti en 1996.

## Synopsis
Une nuit, une banlieue paisible va basculer assez rapidement dans l'anarchie à la suite d'une coupure d'électricité inexpliquée.

## Fiche technique
- Titre original : The Trigger Effect
- Titre français : Réactions en chaîne
- Titre québécois: Nuits mortelles
- Réalisation : David Koepp
- Scénario : James Burke (en) et David Koepp
- Direction artistique : Jeff Knipp
- Décors : Howard Cummings
- Costumes : Dana Allyson
- Photographie : Newton Thomas Sigel
- Montage : Jill Savitt
- Musique : James Newton Howard
- Production : Laurie MacDonald, Walter F. Parkes
- Distribution : Gramercy Pictures
- Pays de production : États-Unis
- Langue : anglais
- Format : Couleurs - 35 mm - 1,85:1 - DTS
- Genre : thriller
- Durée : 94 minutes
- Dates de sortie : 
  - États-Unis : 30 août 1996
  - France : 12 août 1998

## Distribution
- Kyle MacLachlan (VF : Georges Caudron) : Matthew Kay
- Elisabeth Shue (VF : Michèle Buzynski) : Annie Kay
- Dermot Mulroney :  Joe
- Richard T. Jones :  Raymond
- Michael Rooker : Gary
- Bill Smitrovich : Steph

 Source et légende : version française (VF) sur RS Doublage

## Commentaires
Ce film pourrait être classé comme survivaliste par bien des aspects. La situation décrite est tout à fait plausible, de l'aveu même de la NASA, en cas de tempête solaire majeure.
Il fait écho à un vieil épisode de La Quatrième Dimension (The Twilight Zone) : Les Monstres de Maple Street. Le panneau de rue Maple Street d'un épisode du même nom Les Monstres de Maple Street de La Quatrième Dimension, figure à l'adresse des personnages principaux. L'épisode relate une panique, voire une folie généralisée due à une coupure d'électricité.